# شهرام غلامی
شهرام غلامی (زادهٔ ۱۳۵۳ در تهران) موسیقی‌دان و نوازنده ساز بربط (عود) اهل ایران است.
وی از سال ۱۳۷۰ نزد منصور نریمان فراگیری عود را آغاز کرد از جمله فعالیت‌های وی در عرصه موسیقی در داخل و خارج از کشور به موارد زیر می‌توان اشاره کرد،
- عضویت در ارکستر ملی موسیقی ایران به رهبری استاد فرهاد فخرالدینی ۱۳۷۷ تا ۱۳۸۶
- اجرای تکنوازی در تئاتر دلاویل Dellaville Theatre در سال ۲۰۱۴
- اجرا در New Morning-Paris با همراهی آرشید آذرین و حبیب مفتاح بوشهری (۲۰۱۴)
- همکاری با شهرام ناظری، با گروه‌های مولوی (شهرام ناظری)، عارف (پرویز مشکاتیان)، دستان (حمید متبسم) و اردشیر کامکار
- شرکت در Oslo World Music Festival

## آلبوم‌ها
۱- آلبوم «دیرینه دلخواه» (عود و آواز – ۱۳۹۶)
۲- آلبوم سلوک (Solook) با همراهی حبیب مفتاح بوشهری تهیه شده در Melmax Company-Paris – 2014
۳- آلبوم دایره‌هاً به همراه پژمان حدادی - ۱۳۹۳
۴- آلبوم سه نوازی یک روز” با همراهی Rajib Chakraborty و پژمان حدادی تهیه شده در نشر هرمس ۱۳۹۲
۵- آلبوم دو نوازی هلهله" به همراه حبیب مفتاح بوشهری ۱۳۹۲
۶- آلبوم تکنوازی طلوع کویر ۱۳۸۶